# Georgi Georgiew (Segler)

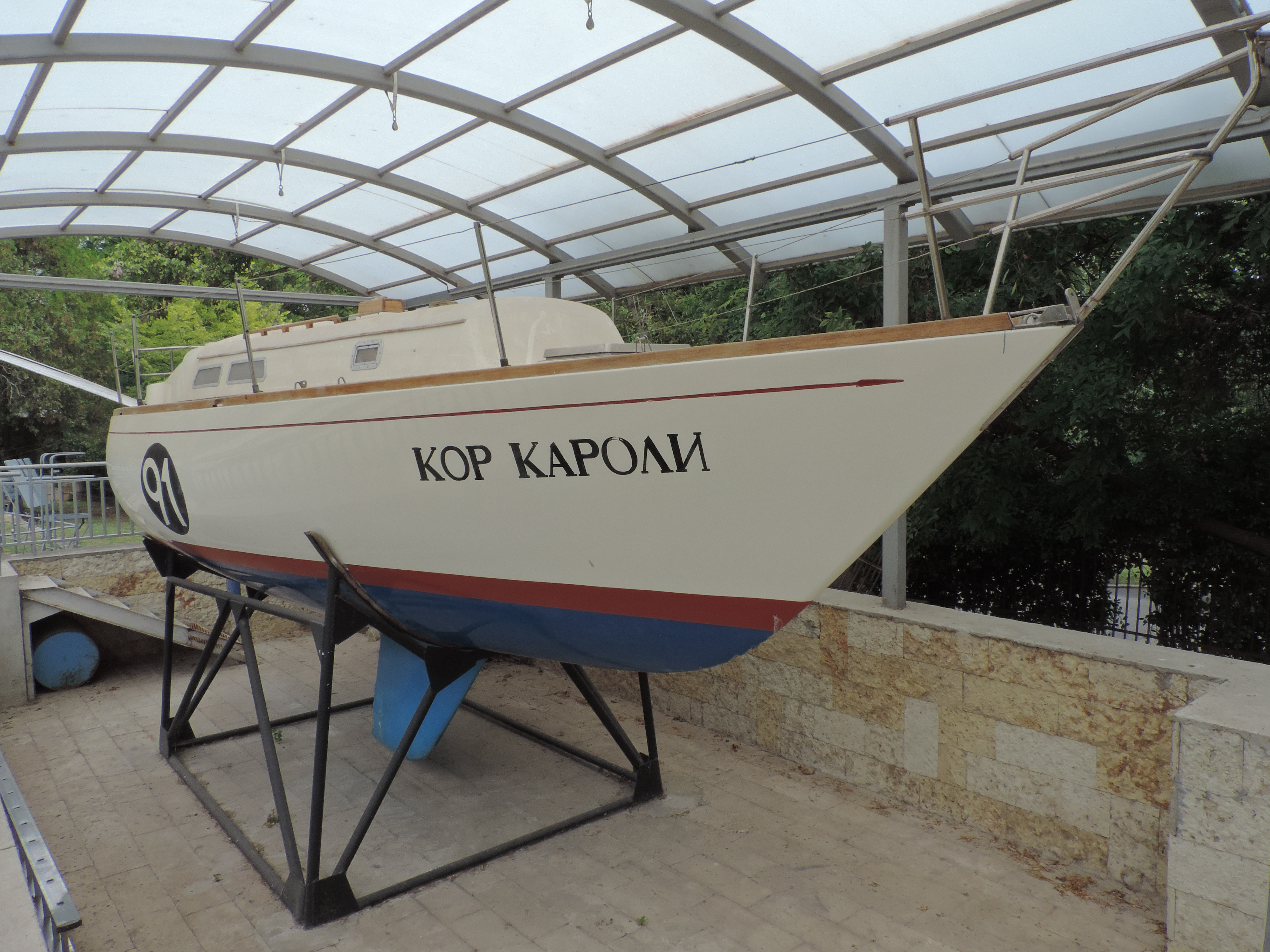
Georgi Georgiews Yacht Cor Caroli mit der er die Welt umsegelte (Nautisches Museum Warna, Bulgarien)

Georgi Georgiew (bulgarisch Георги Георгиев, * 4. Juni 1930 in Kardschali; † 13. Mai 1980 in Odessa) war ein bulgarischer Segelsportler und Hochseekapitän.
Georgiew wurde bekannt als erster Bulgare, der eine Weltumsegelung absolvierte. Er war vom 20. Dezember 1976 bis zum 20. Dezember 1977 mit der Yacht Cor Caroli im Rahmen seiner Weltumsegelung unterwegs.
Er wurde als Held der Volksrepublik Bulgarien und mit dem Orden Georgi Dimitrow ausgezeichnet.